# Capitònids
Els capitònids (Capitonidae) són una família que pertany a l'ordre dels Piciformes i que està formada pels barbuts d'Amèrica. Viuen als boscos humits de l'Amèrica Central i del Sud. Estan estretament relacionats amb els tucans.
La major part d'aquests ocells viuen als arbres, on fan nius a forats que cava la parella, on ponen 2 - 4 ous. S'alimenten de fruites i insectes. No són aus migratòries.

## Morfologia
Els barbuts americans són aus d'aspecte grassonet, amb coll curt i cap gran. El nom ve de les truges que envolten el seu gros bec. La majoria de les espècies són de colors vius.

## Hàbitat i distribució
Encara que la major part dels barbuts americans viuen en boscos de terres baixes, alguns arriben als boscos de muntanya i temperats. La major part estan restringits a zones amb arbres morts o vells als quals niden, en la zona Neotropical.

## Alimentació
La dieta dels barbuts és mixta, amb la fruita com a element principal. Mengen petits animals, sobretot en època de nidificació. Poden canviar bruscament de dieta davant els canvis en la disponibilitat d'aliments: utilitzen nombroses espècies d'arbres i arbusts fruiters. Un individu pot alimentar-se de fins a 60 espècies de fruites al seu territori. També acudeixen als cultius per menjar fruites i verdures. Mengen la fruita sencera, regurgitant més tard el material no digerible, com les llavors. Igual que els tucans, els barbuts d'Amèrica sembla que són agents importants en la dispersió de llavors en els boscos tropicals. A més de fruita, també cacen artròpodes, agafats de branques i troncs d'arbres. S'alimenten també d'un ampli ventall d'insectes, incloent formigues, escarabats i papallones. També escorpins i centpeus, i unes poques espècies, també petits vertebrats com granotes.

## Taxonomia
S'accepta de manera general que els parents més propers dels barbuts americans són els tucans, i que aquestes dues famílies també estan molt relacionades amb la dels indicadors i els picots (amb els quals formen l'ordre Piciformes).
Antany tots els ocells coneguts com a barbuts eren inclosos dins la família Capitonidae. No obstant això, es considera que era un grup parafilètic i es va reservar aquesta família per als barbuts d'Amèrica. Els barbuts d'Àfrica es van classificar a la família Lybiidea i els d'Àsia als Megalaimidae. Els dos tucans-barbuts d'Amèrica (gènere Semnornis) es van incloure als Semnornithidae. Alternativament, els tucans, que van evolucionar d'un avantpassat comú compartit amb els barbuts americans, podrien compartir família amb els barbuts americans, i de fet la classificació del Congrés Ornitològic Internacional inclou en una mateixa família (Ramphastidae) els barbuts americans, els tucans-barbuts i els tucans. Els barbuts americans es limiten a dos gèneres amb 15 espècies:
- Gènere Capito, amb 11 espècies.[3]
- Gènere Eubucco, amb 7 espècies.[3]